# Wzrost zubażający
Wzrost zubażający – termin pierwszy raz użyty przez amerykańskiego ekonomistę Jagdisha Bhagwatiego w 1958 dla określenia sytuacji, w której wzrost eksportu powoduje pogorszenie się sytuacji ekonomicznej w danym kraju.

## Mechanizm działania wzrostu zubażającego
Baghwati zauważył, że w krajach (głównie rozwijających się) będących kluczowymi eksporterami danego dobra na rynek światowy (np. Brazylia – kawa, WKS – kakao, Arabia Saudyjska – ropa) istotną część całkowitego dochodu stanowią wpływy z eksportu danego surowca, które cechują się zazwyczaj mało elastycznym popytem, czyli podczas spadków cen popyt nie rośnie znacząco, a w czasie wzrostów cen nie spada drastycznie.
W wyniku wzrostu gospodarczego kraj eksportuje znacznie większe ilości surowca. Wydatne zwiększenie eksportu przy założeniu, że kraj posiada światową przewagę w produkcji oraz surowiec cechuje się sztywnym popytem, powoduje spadek ceny dobra na rynku światowym, a tym samym pogorszenie terms of trade danego kraju.
Jeśli pogorszenie terms of trade danego kraju będzie miało większy wpływ na gospodarkę niż zwiększenie wpływów z eksportu, spowoduje to pogorszenie sytuacji gospodarczej danego kraju przed wzrostem.

## Graficzne zobrazowanie wzrostu zubażającego
Gdzie X to surowiec, w którego eksporcie dominuje dany kraj. AB i A'B' to krzywe możliwości produkcyjnych kraju przed i po wzroście. Produkcja, konsumpcja i dobrobyt to odpowiednio E, C i U, natomiast po wzroście E', C' i U'. Term of trade zmieniły się z EC do E'C', co spowodowało spadek dobrobytu w kraju z U do U'.